# Paul Thijs
Paul Thijs (Bélgica, 2 de mayo de 1946) es un atleta belga retirado especializado en la prueba de 3000 m, en la que consiguió ser subcampeón europeo en pista cubierta en 1974.

## Carrera deportiva
En el Campeonato Europeo de Atletismo en Pista Cubierta de 1974 ganó la medalla de plata en los 3000 metros, con un tiempo de 7:51.56 segundos, siendo superado por su paisano belga Emiel Puttemans y por delante del checoslovaco Pavel Pěnkava.